# Corticarina cognata
Corticarina cognata is een keversoort uit de familie schimmelkevers (Latridiidae). De wetenschappelijke naam van de soort werd in 1972 gepubliceerd door Johnson.